# Bathyclupea malayana
Bathyclupea malayana är en fiskart som beskrevs av Weber, 1913. Bathyclupea malayana ingår i släktet Bathyclupea och familjen Bathyclupeidae. Inga underarter finns listade.